# Parafia św. Wojciecha i Podwyższenia Krzyża Świętego w Rożnowie
Parafia św. Wojciecha w Rożnowie – parafia rzymskokatolicka, znajdująca się w diecezji tarnowskiej, w dekanacie Czchów. Erygowana została w 1662 roku.

## Historia parafii
Fundatorem kościoła w Rożnowie jest Jan Wielopolski, który pozwolenie na budowę otrzymał od króla w 13 stycznia 1661 roku. Sama parafia powstała rok później, w 1662 roku, a nowo powstały kościół drewniany przyjął wezwanie Świętego Wojciecha (który według miejscowej legendy zatrzymał się w tym miejscu na odpoczynek) oraz drugorzędne wezwanie Podwyższenia Krzyża Świętego. 
Poświęcenia kościoła dokonał ówczesny biskup krakowski Kazimierz z Łubowa w dniu 19 lipca 1705 roku. Wnętrze świątyni nakrywa pozorne sklepienie kolebkowe, dekorowane ozdobnym malarstwem. Na suficie chóru muzycznego istnieje polichromia późnorenesansowa datowana na około 1688 rok.